# Konflikt interpersonalny
Konflikt interpersonalny – zjawisko procesualne złożone z szeregu epizodów:
- sprzeczne cele, interesy
- negatywny, wzajemny wpływ partnerów na siebie
- charakterystyczny układ powiązań między epizodami

Procesy konfliktowe mogą być:
- destrukcyjne – (o charakterze antagonistycznym) to zjawiska niszczące, wywołujące wrogość, nienawiść, powodujące frustracje, lęk, zaburzenia osobowości. Prowadzą do wytworzenia się u jednostki takich zburzonych postaw społecznych, jak np. postawa „przeciw ludziom” czy postawa „od ludzi”. Objawiają się najczęściej poprzez różne formy walki otwartej (wyzwiska, przemoc, rękoczyny, bójki) oraz ukrytej (szykany, bojkot, sabotaż).

- konstruktywne – (pozbawione antagonizmów) stają się „motorem postępu”, czynnikiem aktywizującym, integrującym, stwarzającym warunki do zdobywania kompetencji interpersonalnych, w tym takich umiejętności, jak tolerancja i dochodzenie do kompromisu. Są „szkołą” społecznego współżycia, w której partnerzy uczą się wyrażać swoje opinie, poglądy, stanowiska, a co za tym idzie – bronić ich, walczyć o przeforsowanie własnych dążeń w sposób zgodny z powszechnie obowiązującym kodeksem moralnym.

## Typy konfliktów
- konflikt rzeczowy (relacji) – np. sytuacja rozwodowa (gdy nie ma rzeczowych założeń często konflikt dotyczy naleciałości z przeszłości)
- konflikt wartości – na poziomie pozornym przybiera postać konfliktu interesów
- konflikt danych
- konflikt strukturalny (ról)
- nierozpoznanie konfliktu
- Konflikt kulturalny

## Modele teoretyczne

### Metody sterowania i rozwiązywania konfliktówMoore'a
| UNIKANIE KONFLIKTÓW                                                                     | NIEFORMALNE DYSKUSJE rozwiązywanie konfliktu gdy liczy się relacja    | NEGOCJACJE procedura sformalizowana; dwie strony                      | MEDIACJE udział trzeciej strony – neutralnej (nie odpowiada za decyzje, tylko za wątek warsztatowy) | DECYZJA ADMINISTRACYJNA                                                         |
| PRYWATNIE PODJĘTE DECYZJE                                                               | PRYWATNIE PODJĘTE DECYZJE                                             | PRYWATNIE PODJĘTE DECYZJE                                             | PRYWATNIE PODJĘTE DECYZJE                                                                           | PRYWATNE PODEJMOWANIE PRZEZ STRONĘ TRZECIĄ (zainteresowani mają wpływ na wybór) |
| ARBITRAŻ                                                                                | DECYZJA SĄDU                                                          | DECYZJA PRAWODAWCZA (np. referendum)                                  | AKCJA BEZPOŚREDNIA                                                                                  | PRZEMOC                                                                         |
| prywatne podejmowanie decyzji przez stronę trzecią (zainteresowani mają wpływ na wybór) | prawne/publiczne, autorytatywne podjęcie decyzji przez stronę trzecią | prawne/publiczne, autorytatywne podjęcie decyzji przez stronę trzecią | pozaprawne podejmowanie decyzji pod przymusem                                                       | pozaprawne podejmowanie decyzji pod przymusem                                   |

### Model procesu konfliktu Pondy’ego
źródła konfliktu ukrytego:
1. konkurencja do niewystarczających zasobów
2. dążenie do autonomii
3. różnica w celach stron
4. konflikt ról

### Model procesu konfliktu Thomasa

#### Sposoby rozwiązania konfliktu według K. W. Thomasa i R. H. Klimanna
1. Unikanie – odstąpienie od współpracy z osobą konfliktogenną. Sprowadza się najczęściej do zerwania z nią kontaktów osobistych czy wymówienia pracy. Wyłączenie nie jest jednak rozwiązaniem konfliktu, lecz dowodem na to, że jest to niemożliwe w istniejącym układzie personalnym. To styl typowy dla osób, dla których samo napięcie emocjonalne i frustracja spowodowana konfliktem są na tyle silne, że wolą wycofać się z konfliktu, niż podjąć próby jego konstruktywnego rozwiązania. Podejście takie spowodowane jest prawdopodobnie tym, że w przeszłości konflikty na tyle mocno zraniły danego człowieka, że ich wspomnienie powoduje reakcję wycofania się. Może być również podyktowane przeświadczeniem, że konflikt sam w sobie jest złem, że jest zbędny i poniżający. Ludzie w różny sposób unikają konfliktów. W sytuacji równowagi sił obu stron będą udawali, że konfliktu nie ma. Gdy jedna strona sporu jest silniejsza wycofają się i ustąpią z realizacji własnych praw i interesów. Żeby zachować dobre samopoczucie podejmą próby zdeprecjonowania strony sporu lub jego przedmiotu. Gdy zaś oni sami mają przewagę, będą usiłowali narzucić własne zdanie, próbując zdominować partnera interakcji, nie dbając przy tym o to, po czyjej stronie są rzeczywiste racje. W ten sposób będą uciekali od rzeczywistego rozwiązania zaistniałego problemu.
2. Uleganie – to najczęściej stosowana metoda rozwiązywania konfliktów, polegająca na wykorzystaniu przez silniejszego swojej pozycji. Poddanie się podobnie jak wyłączenie nie jest skutecznym rozwiązaniem, gdyż strona poddająca się wskutek niezaspokojenia swoich potrzeb przy pierwszej lepszej okazji ponownie wywołuje konflikt.
Ten styl, najogólniej mówiąc, polega na postępowaniu zgodnym z interesem strony przeciwnej. Postępują tak osoby, które nastawione są przede wszystkim na podtrzymanie dobrych relacji z innymi, nawet kosztem rezygnacji ze swoich potrzeb, praw czy interesów. Podobnie jak ludzie stosujący unikanie, osoby łagodzące są przekonane, że spór to tylko zło i zagrożenie. Przyczyn konfliktów dopatrują się często w postawach egoistycznych, przez co łatwiej przychodzi im pogodzenie się z ponoszonymi psychicznymi kosztami czy wyrzeczeniami.
3. Rywalizacja – strona konfliktu zmusza do ustąpienia przeciwnika, przeciągając na swoją stronę osoby dotychczas w konflikt niezaangażowane. Styl ten charakteryzuje się tym, że aby osiągnąć swój cel strona konfliktu wkłada bardzo dużo energii i używa wielu środków, nie rezygnuje również z manipulacji czyli instrumentalnego traktowania innych ludzi.
4. Kompromis – To postępowanie umożliwiające częściowe zaspokojenie interesów obu stron. Każdy jednak coś traci, a coś zyskuje. Kompromis warto wziąć pod uwagę, gdy interesy są mniej ważne, niż dobre wzajemne stosunki lub niezbędne jest szybkie rozwiązanie problemu. Dochodzi do niego, gdy strony pozostające w sporze są jednakowo silne i nie znajdując sprzymierzeńców, postanawiają „dogadać się” z przeciwnikiem. Zgodnie z takim rozumieniem, każda ze stron ma szanse uzyskać coś w wyniku konfliktu, musi także jednak i coś stracić. Najbardziej pożądanym efektem kompromisu mają być jednakowe ustępstwa z wysuwanych roszczeń, dające procentowy podział przedmiotu sporu w relacji 50:50. Strony muszą znaleźć taką wspólną płaszczyznę porozumienia między sobą, aby mogli wspólnie koegzystować.
5. Współpraca – ten styl wynika z założenia, że zawsze można znaleźć rozwiązanie, które usatysfakcjonuje obie strony konfliktu. Jest to jeden z najbardziej efektywnych stylów rozwiązywania konfliktu. Szczególnie użyteczny w sytuacjach, kiedy obie strony mają odmienne cele, powoduje że łatwo odkryć rzeczywistą przyczynę sporu, a jest nią najczęściej błędna komunikacja lub jej brak. Strony wspólnym wysiłkiem znajdują rozwiązania usuwające przyczyny konfliktu. Integracja jest możliwa zwłaszcza wówczas, gdy pomiędzy stronami istnieją stałe kontakty ułatwiające ich wzajemne zrozumienie się. Ta metoda wiąże się z wolą zaakceptowania celów drugiej strony konfliktu, bez rezygnacji z własnych. Istnieje tu założenie, że zawsze można znaleźć rozwiązanie, które w pełni usatysfakcjonuje obie strony konfliktu, choć niekoniecznie muszą wiązać się z tym jednakowe ustępstwa stron.
Tendencja do eskalacji konfliktu jest wynikiem trzech, wzajemnie powiązanych procesów:
- współzawodnictwo, pojawia się przy próbie wygrania konfliktu, prowadzi do:
  - zubożenia komunikacji
  - chęci narzucenia swoich preferencji i stanowisk (siłą, oszustwem, sprytem)
  - wrogich postaw
- błędna percepcja połączona z uprzedzeniami
- procesy zaangażowania wynikające z nacisku na poznawczą i społeczną spójność

### Konflikt według S. Kratochvila
SPÓR KONSTRUKTYWNY według S. Kratochvil to taki sposób który prowadzi do pozytywnego rozwiązania konfliktu tzn. sprawa zostaje załatwiona, a partnerzy zostają sobie bliscy.
Zasada konstruktywnego rozwiązywania konfliktu.
- Ustalenie miejsca i czasu rozmowy.- miejsce powinno być bezpieczne i bez osób trzecich postronnych bez kibiców. – nie należy odkładać rozmowy w czasie ale też nie należy rozmawiać w pierwszej złości.
- Porozumienie – rozmowy nie powinny być prowadzone w pośpiechu, chorobie czy też wielkim zmartwieniu
- Wyraźnie uświadomić o co mi chodzi – trzymać się jednej strony sporu. Należy pamiętać, że spór nie polega na wyładowaniu emocji lecz ma być załatwiony konflikt
- Zasada fair play, tzn. Uczciwe prowadzenie sporu – nie powinno się używać argumentów niezwiązanych ze sprawą, nie przypominamy spraw już dawno załatwionych, ale też spornych (wypominanie), nie szantażujemy przypierając do muru, nie atakujemy rzeczy i osób które dla rozmówcy maja specjalną wartość, nie stosujemy uogólnień (ty zawsze...), nie straszymy konsekwencjami nieadekwatnymi do sytuacji, pamiętamy o tym, że atak zawsze wyzwala atak.

Zalety konstruktywnego rozwiązywania sporu – takie rozwiązywanie pomaga w poszukiwaniu nowych sposobów kompromisowych rozwiązań problemu. Zwiększa elastyczność umożliwia zmianę sposobów
- Gdy wszystkie sposoby zawiodą ważna jest umiejętność przebaczania – gdy ktoś dostrzega swą winę i prosi o przebaczenie.
- Gdy ktoś nie potrafi zrozumieć jak mocno nas zranił.

METODA BEZ PORAŻEK – 6 kroków
- Rozpoznać konflikt i nazwać go – jest to faza pierwsza i decydująca należy dokładnie określić konflikt który należy wspólnie rozwiązać. Swoje uczucia bądź niezaspokojone pragnienia należy wyrażać. Wypowiedzi są w pierwszej osobie tzn. „ja”. Unikamy zdań upokarzających drugą osobę lub obniżających jej wartość. Powinno się wyraźnie okazać, że twoim życzeniem jest aby i oni razem z tobą podjęli poszukiwania takiego rozwiązania dzięki któremu wszystkie potrzeby zostaną zaspokojone i żeby znaleźć takie rozwiązanie w którym nie będzie pokonanych.
- Znaleźć możliwe rozwiązania – kluczem do tego etapu jest względnie duża ilość możliwych rozwiązań. Należy zaproponować aby zastanowić się wspólnie. Na tym etapie nie należy oceniać żadnego pomysłu, nie wyrokować i nie wyrażać lekceważenia. Na tym etapie nie okazujemy, że któraś z propozycji jest nie do przyjęcia, tak długo wymyślamy różne propozycje aż zabraknie pomysłów.
- Krytycznie ocenić propozycje rozwiązań – teraz (na tym etapie) oceniamy zgłoszone propozycje i tu należy dokładnie podać co odczuwamy np.; „to by mi się nie podobało lub to nie zaspokoi moich potrzeb"
- Zdecydować się na najlepsze rozwiązanie – rozważania dalszych propozycji należy prowadzić w odniesieniu do uczuć dzieci, które sprawdzamy pytaniem czy zgadzacie się z tym rozwiązaniem. Jeśli rozwiązanie składa się z kilku punktów warto zapisać aby nie zostały zapomniane. Należy się upewnić czy zostało dobrze zrozumiane jakie obowiązki komu przypadają.
- Wykonać powzięte decyzje – gdy już rozwiązanie zostało przyjęte pozostaje dokładnie rozpracować szczegóły, należy ustalić kto i co wykona i kiedy i od kiedy zaczynamy.
- Późniejsza ocena krytyczna – nie wszystkie rozwiązania okazują się dobre.  Licząc się z tym rodzice muszą niejednokrotnie dopytywać się dzieci czy nadal zgadzają się z powziętymi postanowieniami. Dzieci często przyjmują rozwiązania, które później okazują się dla nich za trudne do wykonania.

Metoda ta wymaga współdziałania wszystkich zaangażowanych w rozwiązanie problemu. Warunkiem jej powodzenia jest dobra komunikacja międzyosobowa aktywne słuchanie oraz komunikowanie o własnych potrzebach i przeżyciach. W czasie rozwiązywania problemu mogą wystąpić silne emocje zarówno po jednej jak i drugiej stronie to też aktywne słuchanie ma znaczenie dla wyrażania tych emocji i ich rozpraszania. Wypowiedzi „ja" ze strony rodziców potrzebne są by dzieci zrozumiały, że rodzice też maja potrzeby i życzenia i uczucia. Metoda ta zapewnia szansę znalezienia twórczego i możliwie najlepszego rozwiązania konfliktu, rozwija sprawność myślenia. Rodzice sygnalizują mamy problem zacznijmy myśleć i poszukajmy rozwiązań. Metoda ta nie wymaga wielu wzmocnień, bo gdy dzieci zgodzą się na jakieś wspólnie wypracowane rozwiązanie to na ogół wykonują to co postanowiono.
FAZY KONFLIKTU
- Stwierdzamy, że coś nie tak – faza przeczuć pewnych napięć, pierwsze sprzeczki
- Wzajemna wrogość – czujemy narastającą wrogość, negatywne zarzuty
- Kulminacja – awantura jest fazą bardzo burzliwą, ale na ogół krótką. Często opuszcza nas rozsądek biorą górę emocje, nienawiść. W tej fazie strony nie słuchają argumentów
- Wyciszenie – osoby zwaśnione mogą podjąć komunikację, można oddzielić emocje od faktów tu można mówić o porozumieniu rozwiązaniu konfliktu.
- Porozumienie – konfrontacja stanowisk umożliwia rozwiązanie konfliktu

STYLE REAKCJI NA KONFLIKT
Unikanie – jest charakterystyczne dla ludzi których napięcie emocjonalne i frustracja przytłacza i wolą się wycofać. Pamięć bólu powoduje unikanie, wycofywanie. Osoby tak postępujące uważają, że sam konflikt jest czymś złym. Unikanie może być sensowne jeżeli sam konflikt jest mało istotny.
Łagodzenie – postępowanie z interesem strony przeciwnej. Postępują tak osoby którym zależy na dobrym stosunku z innymi, a nie własnym interesie. Uważają konflikt za sam w sobie za coś złego.
Konkurencja – osoby skoncentrowane na sobie nie współpracują. Patrzą na konflikt jak na grę w której można coś wygrać. Nieistotne w jaki sposób ale wygrać, aby osiągnąć swój cel używają różnych środków niekoniecznie uczciwych.
Kompromis – ludzie nie zawsze robią tak jak by chcieli, czasami należy ustąpić. Każda ze stron może coś stracić i coś zyskać. Ten styl jest efektywny gdy strony są równe i mają wygórowane żądania.
Kooperacja (współpraca) – wiąże się z rolą. Znajdzie się możliwość rozwiązania konfliktu i obie strony będą zadowolone. Najbardziej jest efektywny gdy obie strony maja odmienne cele (siostry sprzeczające się o pomarańczę)
TECHNIKI ROZWIĄZYWANIA KONFLIKTÓW
Ignorowanie – pomijanie problemu milczeniem. Jesteśmy przekonani że brak decyzji jest lepszy niż jej podejmowanie. Jest to ignorowanie problemu drugiej osoby. Ta technika często jest stosowana w polityce, urzędzie.
Odwlekanie – odraczaniu działania, oczekiwanie na zrządzenie losu które spowoduje że samo się rozwiąże, może coś nastąpi. Takie załatwianie konfliktu powoduje jego narastanie pogłębianie, strony coraz bardziej się oskarżają
Pokojowe współistnienie – zaangażowane są dwie strony, udają, że konflikt nie istnieje. Współdziałanie wynika raczej z obowiązku niż z chęci współdziałania.
Deprecjonowanie – pomniejszanie wartości przeciwnika, np. w czasie wojny deprecjonowanie wroga pozwalało z nim walczyć i zabijać (żółtki, podludzie)
Reorientacja – polega na wskazaniu kozła ofiarnego by odwrócić uwagę od istoty problemu. Takie rozwiązanie jest nie skuteczne bo ktoś zauważył, że to nie to jest przyczyną.
Separacja – usunięcie strony konfliktu jest to sposób doraźny rozwiązania pro.
Arbitraż – odwoływanie się do autorytetów, prawodawstwa, do zwierzchnika. Rozwiązanie problemu jest tylko pozorne strona przegrywająca uważa, że źle została podjęta decyzja (istotne by dzieci same rozwiązywały swoje problemy to wówczas się uczą a nie robią to za nich rodzice.
Kompromis – połowiczne usatysfakcjonowanie. Po połowie nie zawsze sprawiedliwie. Każdy coś zyskuje i coś traci
Walka – obie strony przejawiają nie przejednane postawy Czasami strona przegrana wykorzystuje swoją chwilową porażkę do dalszej walki – manifestanci i uzbrojone oddziały policji.
Powyższe techniki cechuje niska efektywność. Zmierzają one do redukcji konfliktu niż do rozwiązania. Skuteczność jest uzależniona od współzależności i podobieństwa.

## Czynniki mające wpływ na przebieg rozwiązywania konfliktów
- procesy współpracy/rywalizacji – tendencja do utrwalania się zgodnie z zasadą dodatnich sprzężeń zwrotnych
- wcześniejsze relacje – im mocniejsze więzy współpracy, tym większe prawdopodobieństwo rozwiązania konfliktu drogą negocjacji
- charakterystyki stron – osobowość, ideologia wpływają na orientację (rywalizacja/współpraca); konflikt wewnętrzny może wpływać na interpersonalny
- udział strony trzeciej – jej postawy, siła i zasoby – proces, do którego zachęca strona trzecia o wysokim prestiżu (zob. mediacje)
- oszacowanie sukcesu – ocena stron szans na sukces
  - osoby postrzegające siebie jako silne wybiorą nieuregulowany proces rywalizacji
  - osoby postrzegające siebie jako mające prawną wyższość wybiorą konfrontacyjne relacje regulowane przez instytucje
  - osoby, których dotyczą relacje wybiorą proces współpracy
  - osoby wykluczone ze współpracy mogą wybrać proces rywalizacji jako jedyny satysfakcjonujący
- natura konfliktu

## Konsekwencje konfliktów interpersonalnych
| +                                         | -                                           |
| ----------------------------------------- | ------------------------------------------- |
| wzrost energii                            | stres                                       |
| wzrost motywacji                          | poczucie zagrożenia (dezaprobata społeczna) |
| wzrost zaufania                           | negatywne emocje                            |
| poczucie sprawiedliwości                  | agresja                                     |
| krystalizacja celu                        | wycofanie z relacji                         |
| przyrost wiedzy o możliwościach rozwiązań | pogorszenie relacji i komunikacji           |